# Црква Светог Николе у Косову Пољу
Црква Светог Николе у Косову Пољу је православна црква која припада Епархији рашко-призренској Српске православне цркве. Налази се у Косову Пољу, надомак Приштине.
Црква посвећена Светом Николи у Косово Пољу, подигнута је 1940. године.
Унутар цркве у камену су уклесана имена ктитора, укључујући име Светозара Гођевца (година 1938).

## Мартовски погром 2004.
Цркву су Албанци запалили и унутра оскрнавили и потпуно демолирали у време општег мартовског погрома на Космету, 17—18. марта 2004. године.